# 内野恵理子
内野 恵理子（うちの えりこ、6月27日 - ）は、日本の女性声優、ナレーター。大阪府出身。リマックス所属。

## 人物
趣味は旅行、ネイルアート。特技はピアノ、テニス、水泳、着付け。
資格は日本和装総合協会、講師認定2級。

## 出演

### テレビアニメ
2011年
- 輪るピングドラム（女子アナウンサー）

2012年
- 戦国コレクション（子供）

2015年
- アクエリオンロゴス（母親B）

2016年
- シュヴァルツェスマーケン（TVアナウンサー）
- ユーリ!!! on ICE（女性B）

2017年
- 地獄少女 宵伽（先輩芸人）

2018年
- ルパン三世 PART5（ユニオンママ）

2019年
- ルパン三世 グッバイ・パートナー（ライリー）
- 慎重勇者〜この勇者が俺TUEEEくせに慎重すぎる〜（母親）

2024年
- ザ・ファブル（住人B）

### ゲーム
- ロード オブ アポカリプス
- つるぷりくんをつかまえて（つるぷりくん）
- 777ファイター（二階堂律子）
- 謎惑館 〜音の間に間に〜（ホタルの部屋/かごめ部屋ひろと）
- CRG1DREAM〜最強馬決定戦（レポーター夏野）
- Far Cry 6 (ホンロン)

### 吹き替え
- エリザベート〜愛と哀しみの皇妃（ネネー、ヘレーネ）
- グレースフィールド・インシデント（エリザベス・ブラックバーン）
- 項羽と劉邦 King's War（若姜）
- ゴースト・イン・ザ・シェル（モトコ）
- THEテロリスト
- 女性鬼（幼少ブラッド）
- 死霊館のシスター（ヴィクトリア〈シャーロット・ホープ〉）
- スター・ウォーズ/スカイウォーカーの夜明け
- セットアップ（ミア〈ジェナ・ディーワン〉）
- チアリーダー・キャンプ（フェリス）
- 沈黙の啓示 TRUE JUSTICE PART2（アンジェリーナ）
- テイカーズ（リリー〈ゾーイ・サルダナ〉）
- ブラインドスポット タトゥーの女（アフリーン〈アミ・シェス〉）
- プリズン・ダウン（ナタリー・メイヤーズ〈ジョアンヌ・ケリー〉）
- ブレイキング・ポイント（リディア）
- ブレイブ・ファイターズ
- ラスト7（ルー）
- ランズエンド -闇の孤島-（リリー〈ナターシャ・リトル〉）
- レイジング・ファイア（ボンの妻〈チン・ラン〉）
- レッド・スカイ（カレン〈レイチェル・リー・クック〉）
- レッド・リベンジ（リサ・トーマス〈ミーシャ・バートン〉）
- 朝鮮ガンマン

### ナレーション
- 映画 「白雪姫と鏡の女王」iTunes限定ビデオクリップ
- 三菱e-MIRAI モーターショー用
- 高校講座Eラーニング コンテンツ数学I、数学II、II B、化学、物理、生物
- 朝の食卓CMくらしのもと、もっと
- メイワンバーゲン
- 学研魔法のオーケストラ
- ドクターシアーズゾーンダイエット
- ソイジョイ
- ペスカ
- 応援ノート
- ジョルダン株式会社株主総会VTR
- 花王ビオレ
- イオントップバリュ店頭VP
- 釣りビジョン 放任計画 平成の江戸和竿師
- Mnet いかさま師〜タチャ 出演者特集
- 名医が教える!シリーズDVD「肩こり予防・改善法」
- 名医が教える!シリーズDVD「腰痛予防・改善法」
- 政治のはたらきと私たちのくらし
- ラクラク突破の7日でおぼえるMOSWord2010 付録DVD
- パチンコ新台プラス特別編 完全補完計画~はじまりの福音
- アルビオン(foxチャンネルインフォマーシャル)
- おすピーのシネバラ!
- 協和発酵キリン
- 菱食
- アンファースカルプD/スカルプDボーテ
- 東芝IT
- 吉野家ホールディングス
- 大図書館の羊飼い 前夜祭

### ラジオドラマ
- ダブルヒロイン

### ボイスオーバー
- キンダーフィルムフェスティバル「マラソンガール」（トニー）

### イベント
- 萌酒サミットin秋葉原UDX

### CD
- Betogether
- Love☆乙女☆Countdown!

### その他コンテンツ
- Sma STATION!
- 箱田忠昭の好かれる営業嫌われる営業（会社員）